# La Fuite en Égypte (Giotto)
Pour les articles homonymes, voir La Fuite en Égypte.
La Fuite en Égypte est une fresque de 200 × 185 cm réalisée par le peintre italien  Giotto di Bondone, datant d'environ 1303 - 1305 et faisant partie du cycle de fresques de la Chapelle des Scrovegni à Padoue.
Elle est comprise dans les Scènes de la vie de Jésus dans le registre central supérieur, sur le mur Sud (de droite) en regardant vers l'autel.

## Emplacement dans le cycle
Partie du Cycle de la vie du Christ, l'œuvre figure sur une des parois de la chapelle des Scrovegni, à Padoue, celle  du registre central médian, sur la quatrième partie du mur Sud (à droite en regardant vers l'autel), panneau no 20 au-dessus du panneau  no 32 (Christ devant le Caïphe) et sous les panneaux no 04 et 05  du Sacrifice de Joachim et du Rêve de Joachim  du cycle de sa vie. 

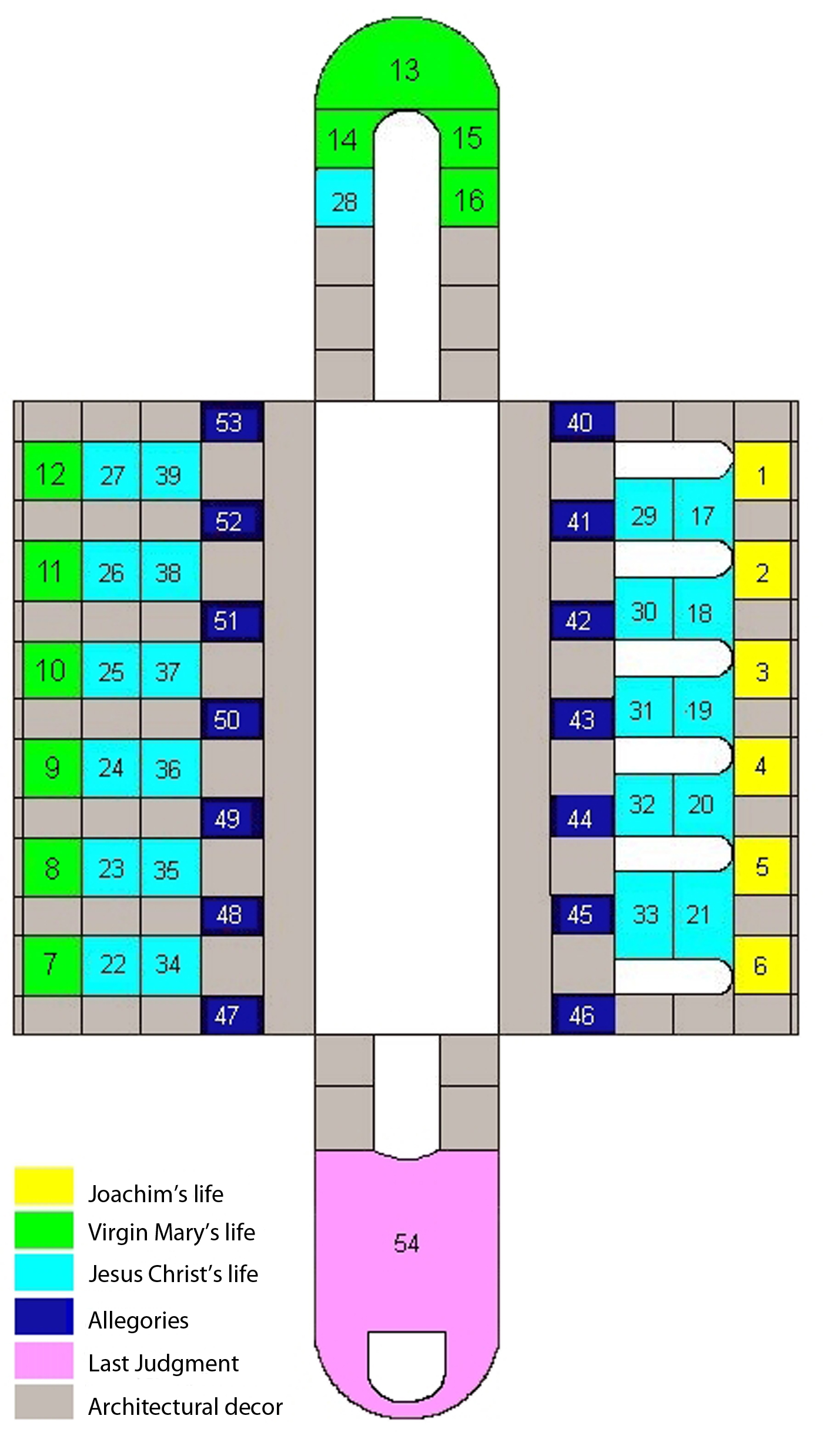
Plan des fresques.
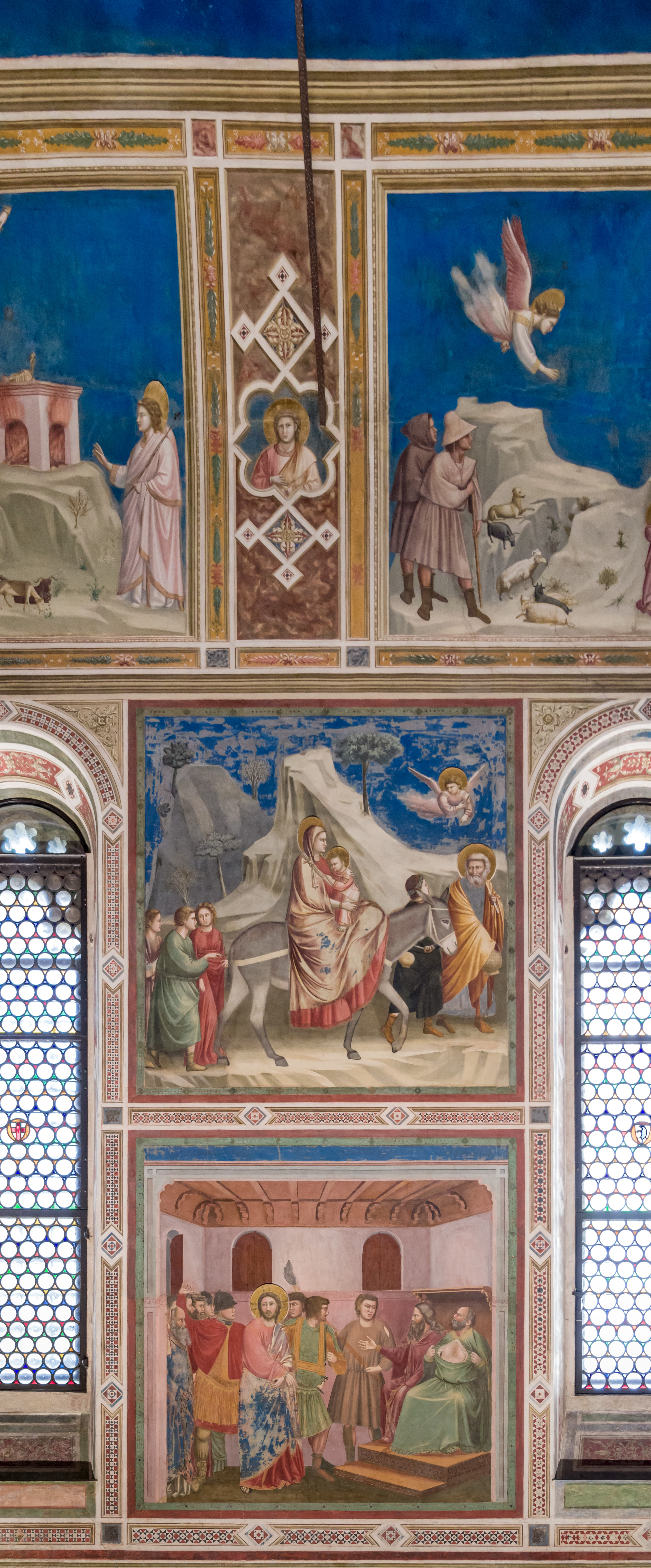
Panneaux 04 - 05 2032
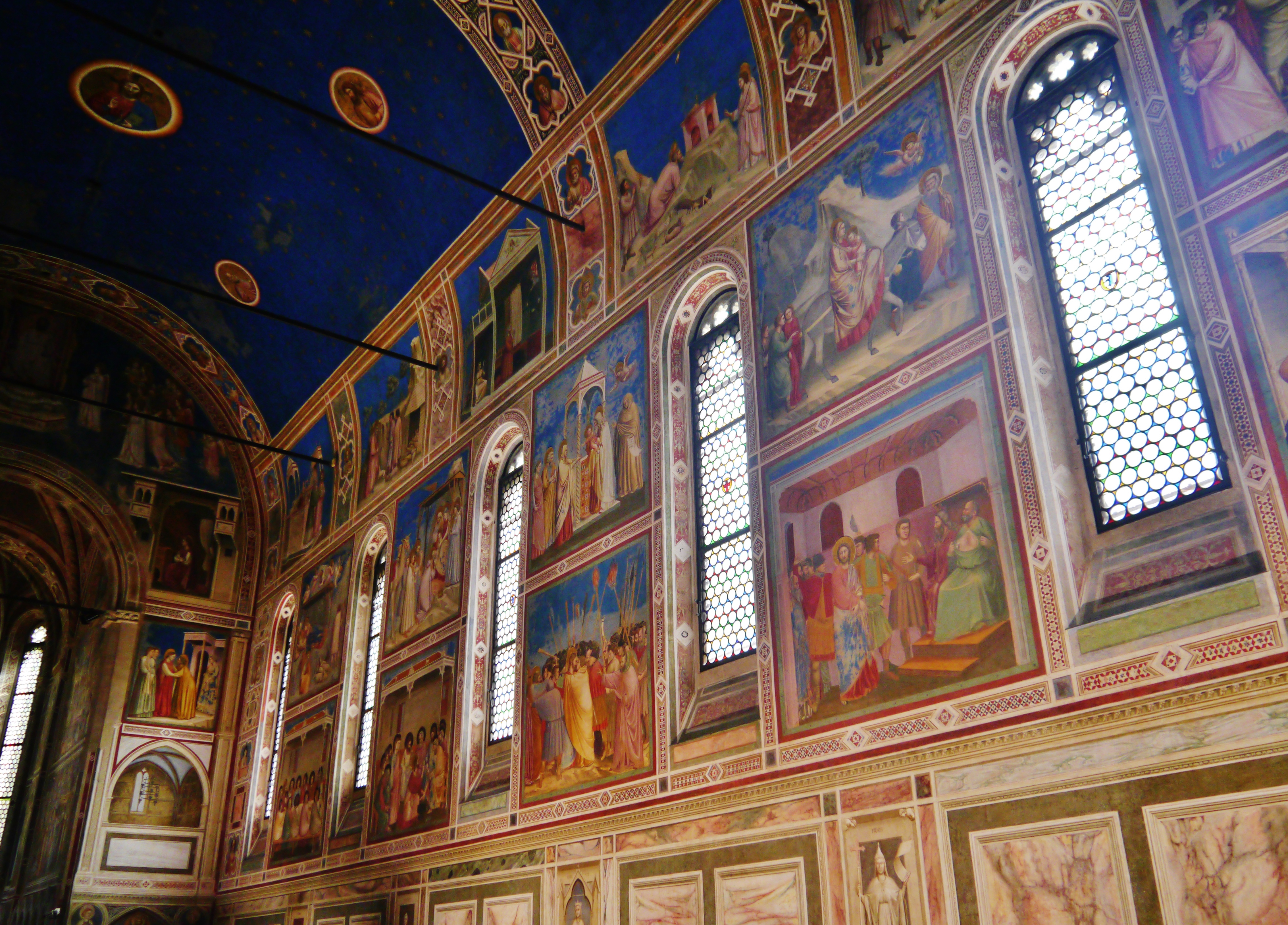
Mur orienté sud.

## Description et style
Un ange apparaît dans le ciel et, d'un geste éloquent, invite la Sainte Famille à fuir, à échapper au futur massacre des Innocents. La scène montre Marie au centre, assise sur un âne et tenant son enfant sur ses genoux grâce à un foulard rayé noué autour de son cou. Elle porte une robe rouge et un manteau qui était à l'origine bleu outremer, dont il ne reste que quelques traces. Un préposé, avec une gourde à la ceinture, conduit l'animal, conversant affectueusement avec Joseph, qui tient un panier ou une sorte de fiasque et porte un bâton sur l'épaule. Trois des aides de Marie ferment la procession, conversant de manière naturelle entre elles.
La scène est entourée d'une pyramide mise en valeur par l'éperon rocheux centré à l'arrière-plan, ponctué ici et là de petits arbres symbolisant la « terre stérile » dont parlent les textes apocryphes.
Les tons délicats des couleurs, qui se détachent sur le bleu du ciel (ici endommagé), s'harmonisent avec les autres scènes de la chapelle. Les personnages apparaissent comme sculptés par des blocs de couleur aux contours nets.

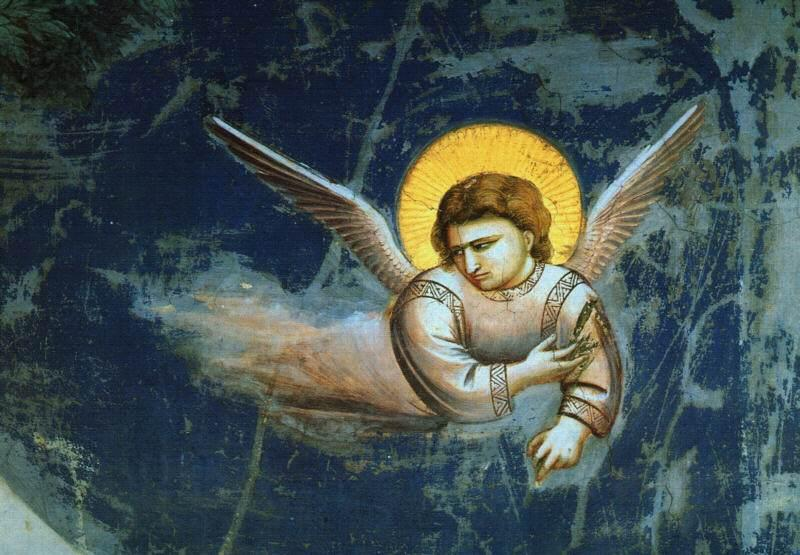
Détail de l'ange dans les cieux.
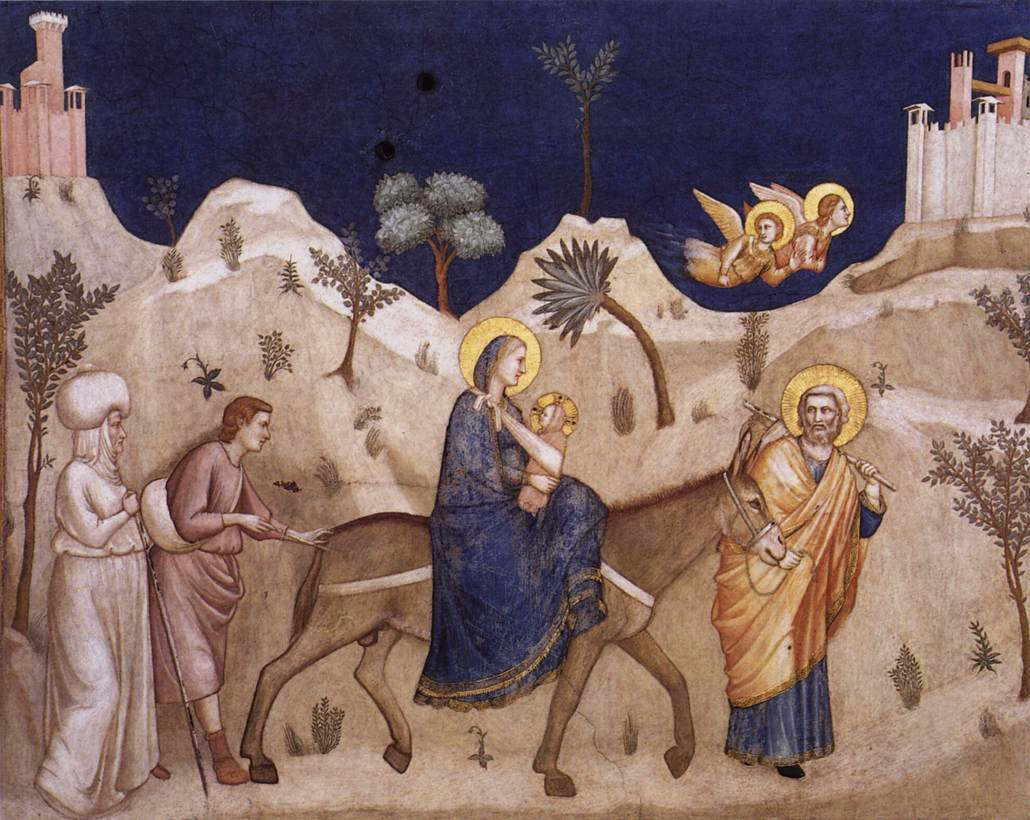
Version du peintre dans la basilique Saint-François d'Assise.

## Postérité
La fresque fait partie du musée imaginaire de l'historien français Paul Veyne, qui le décrit dans son ouvrage justement intitulé Mon musée imaginaire.